# Gottfried Fuetsch
Gottfried Fuetsch (* 8. Jänner 1909; † 18. April 1989) war ein österreichischer Bildhauer.

## Leben

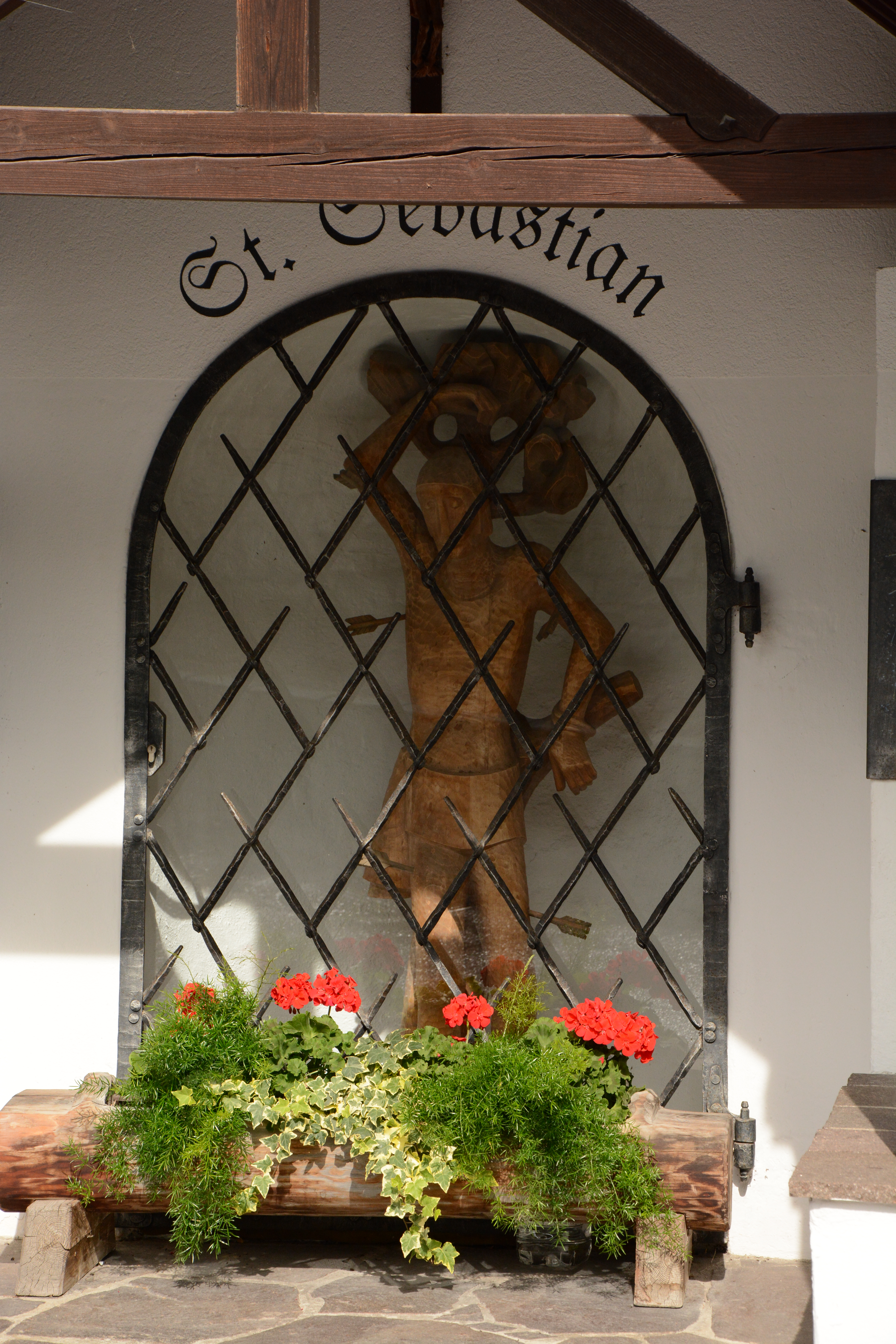
Sebastianstöckl aus dem Jahr 1982 in Matrei

Gottfried Fuetsch, aufgewachsen in einer Bauernfamilie in Virgen, konnte mit 20 Jahren die Landesschnitzschule im Defereggental, die von Bruno Costa geleitet wurde, besuchen. Danach besuchte er die Staatsgewerbeschule Innsbruck, wo einer seiner Lehrer der Bildhauer Hans Pontiller war.
Sein Studium an der Akademie der Bildenden Künste München musste er durch den Zweiten Weltkrieg abbrechen, da er zur Wehrmacht einrücken musste. Nach dem Militär kehrte er auf den elterlichen Hof nach Osttirol zurück, wo er sich in einem kleinen Zubau der Bildhauerkunst widmete. Im Alter von 40 Jahren setzte er sein Studium fort, er konnte es bei Franz Santifaller an der Akademie der bildenden Künste Wien im Jahr 1950 mit einem Diplom abschließen und kehrte neuerlich nach Virgen zurück.
Durch seine Bekanntheit erhielt er zahlreiche Aufträge durch Kirche und das Land Tirol. Das ermöglichte ihm den Bau eines größeren Ateliers. Er arbeitete zuerst mit Linden- und Lärchenholz und begann 1956 auch mit Stein. In seinen letzten Lebensjahren schuf er auch Bronzefiguren.
Im Jahr 1989 starb Fuetsch und wurde in seiner Heimatgemeinde Virgen begraben.
Seine beiden Söhne Gottfried (* 1956) und Michael (* 1964), sowie sein Neffe Anton Fuetsch (* 1944) arbeiten ebenfalls als Bildhauer.

## Auszeichnungen
- Berufstitel Professor
- Ehrenbürgerschaft seiner Heimatgemeinde

## Werke

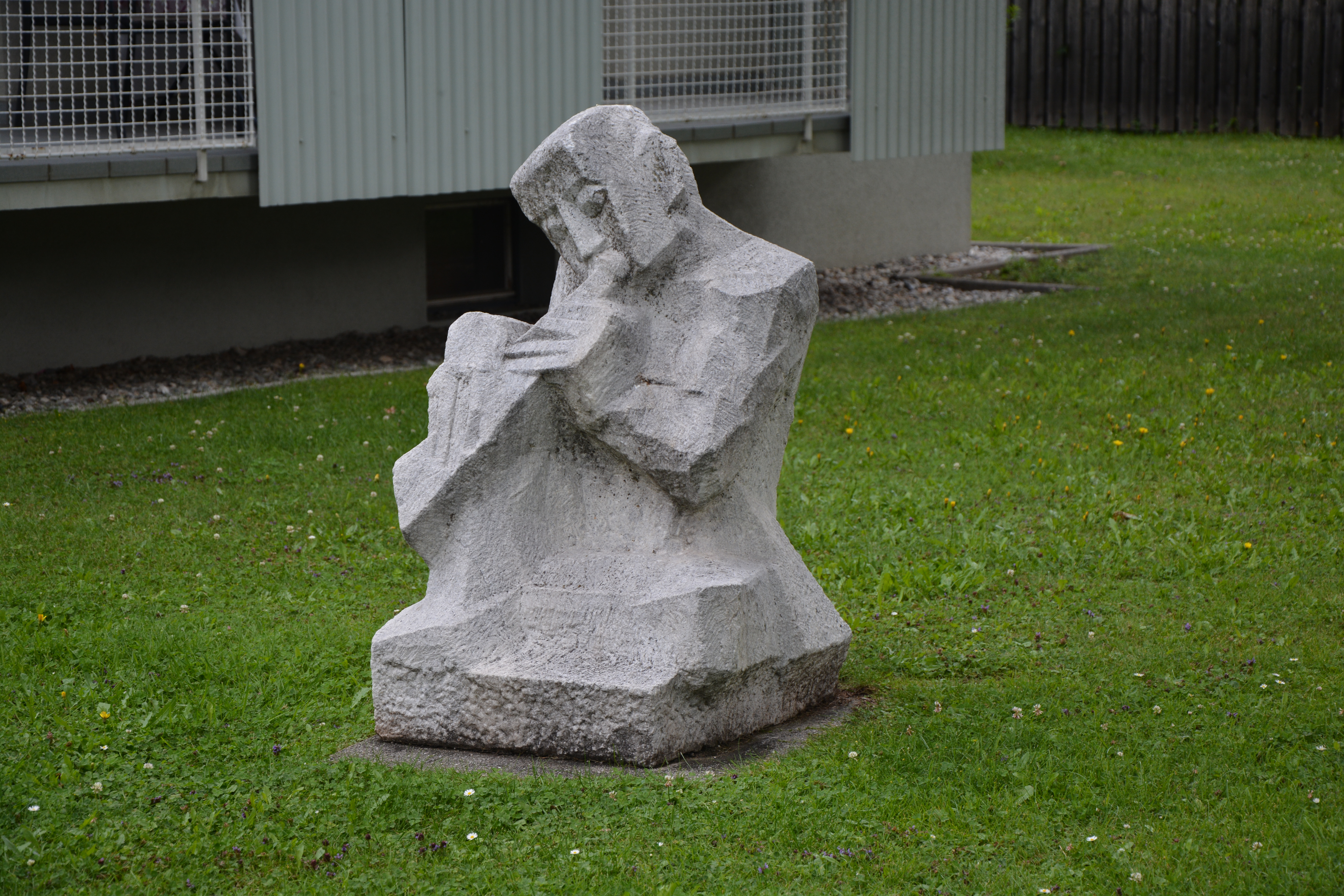
Der Flötenspieler, Friedenssiedlung, Lienz (1968)

- 1935 Figur hl. Judas Thaddäus in der Pfarrkirche Kematen in Tirol
- Kruzifix in der Herz-Jesu-Kirche (Lienz)
- 1956 Fassadenplastik Schutzmantelmadonna, Landwirtschaftliche Lehranstalt Lienz[1]
- Pietà 1958 und Kruzifix 1954 am Kriegerdenkmal in Virgen
- 1962 Froschkönigbrunnen, Friedenssiedlung, Lienz[2]
- 1963 Hölzerner Krippenaltar in der Pfarrkirche Mistelbach[3]
- 1967 Figur hl. Anna selbdritt in der Pfarrkirche Lienz-Hl. Familie
- 1968 Freiskulpturen Der Flötenspieler und Rübezahl, Friedenssiedlung, Lienz[4][5]
- um 1970 Freiskulptur Frau mit Fisch, Matrei in Osttirol[6]
- 1974 Monumentale Plastik in der Kapelle St. Christophorus an der Brücke über die Isel (Tiroler Straße) in Lienz
- 1981 Brunnenplastik Quellnymphe mit Delphin, Hof des Bezirkskrankenhauses Lienz[7]
- um 1981 Freiskulptur Mutter mit Kindern, Wohnanlage Terlagofeld, Lienz[8]
- 1982 Plastik Hl. Sebastian am Proßeggweg in Matrei in Osttirol
- 1983 Altarplastik Auferstehung, Totenbahrhäuschen, Virgen[9]
- 1985 Relief Tanzgruppe Spitzkofler, Schweizergasse, Lienz[10]
- Statue hl. Johannes der Täufer in der Pfarrkirche St. Johann im Walde
- Kruzifix in der Kapelle hl. Florian in Bruggen in St. Veit in Defereggen

## Ausstellungen
- 2019 Raum und Seele. Gottfried Fuetsch (1909-1989). im Schloss Bruck (Lienz)[11]